# ژوزف ژوفو
ژوزف ژوفو (به فرانسوی: Joseph Joffo) نویسنده و رمان‌نویس قرن بیستم میلادی اهل فرانسه است.